# Hypoxystis mandli
Hypoxystis mandli là một loài bướm đêm trong họ Geometridae.